# Staré Hraběcí

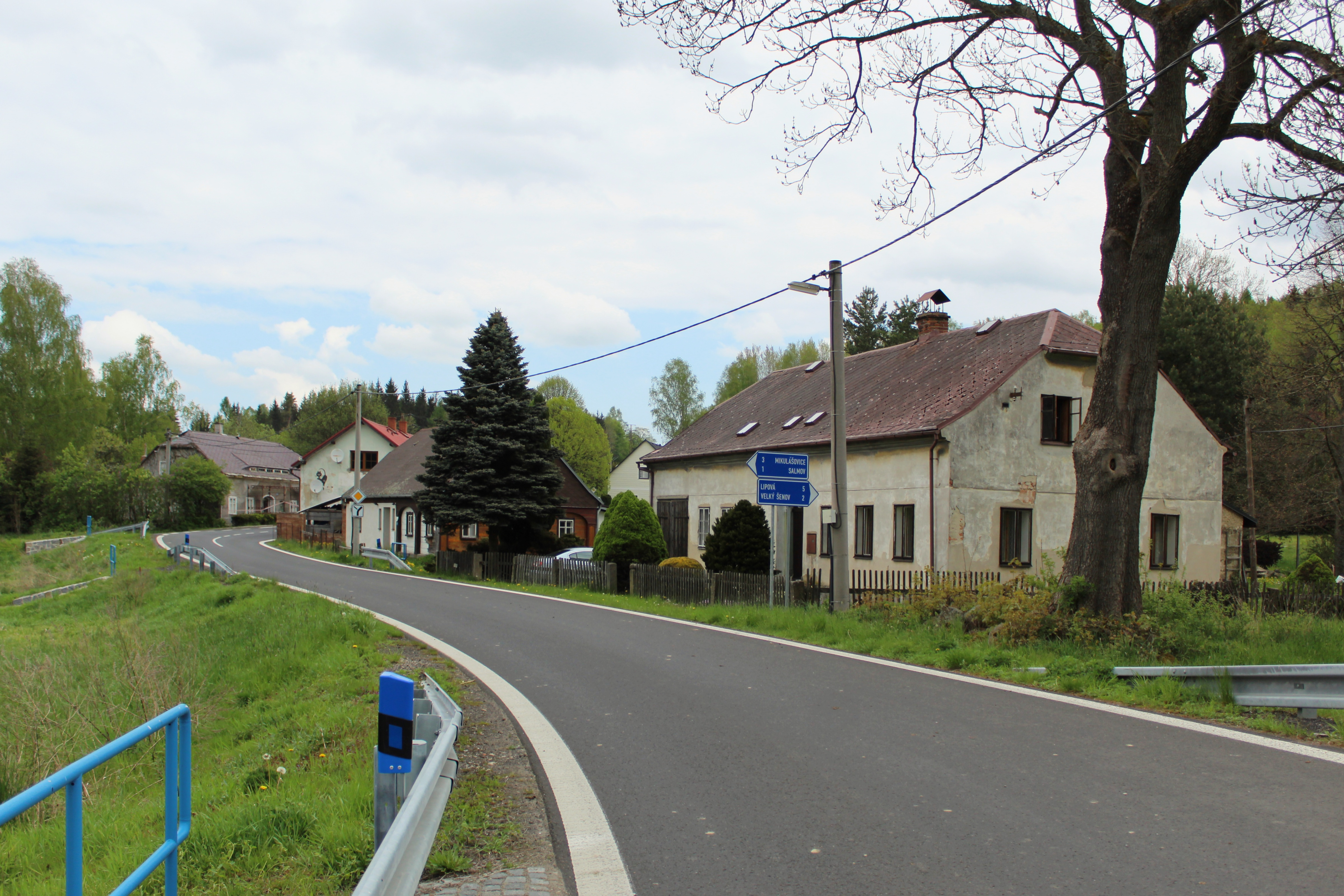
Straßenansicht von Staré Hraběcí

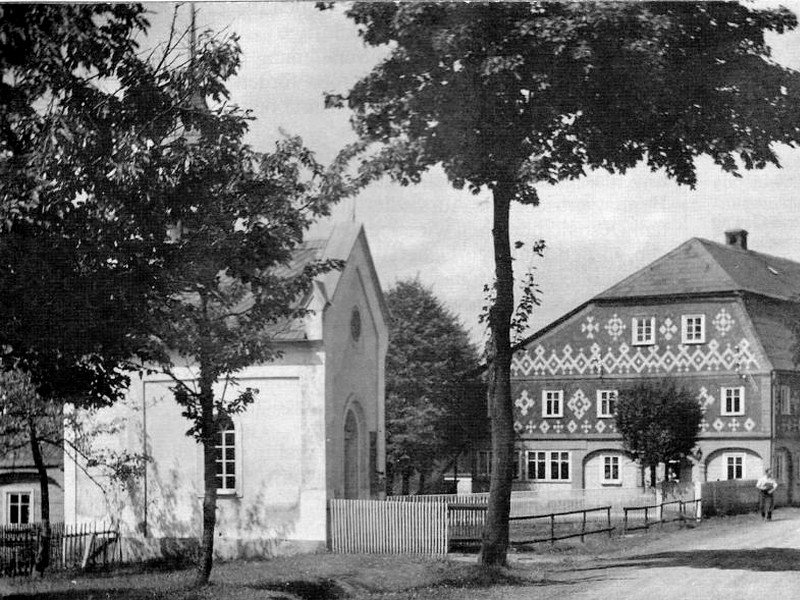
Blick zur Kapelle St. Wenzel in Staré Hraběcí (vor 1945)

Staré Hraběcí (deutsch Alt Grafenwalde) ist ein Ortsteil der Stadt Velký Šenov (deutsch Großschönau) im Okres Děčín in Tschechien. 

## Geographische Lage
Der Ortsteil liegt in Nordböhmen in 357 m ü. M. im Böhmischen Niederland, westlich von Šluknov (Schluckenau) und etwa drei Kilometer südöstlich von Velké Šenov.

## Geschichte
1730 wurde der Ort erstmals urkundlich erwähnt. Nach anderen Angaben entstand der Ort 1714 und gehörte später zum Gerichtsbezirk Hainspach.
Ab 1938/39 war Alt Grafenwalde bereits Ortsteil von Großschönau und lag im Reichsgau Sudetenland, Landkreis Schluckenau, Regierungsbezirk Aussig. Hier lebten im Jahre 1940 155 Einwohner. Nach Ende des Zweiten Weltkrieges mussten die meisten deutschsprachigen Bewohner des Ortes diesen zwangsweise räumen und die Tschechoslowakei verlassen.

## Sehenswürdigkeiten
- Kapelle St. Wenzel aus dem 19. Jahrhundert